# Нове Чамзіно
Нове Ча́мзіно (рос. Новое Чамзино, ерз. Од Чамза) — присілок у складі Великоігнатовського району Мордовії, Росія. Входить до складу Вармазейського сільського поселення.
В присілку народився Герой Радянського Союзу Асманов Олександр Володимирович (1924-1943).

## Населення
Населення — 116 осіб (2010; 177 у 2002).
Національний склад (станом на 2002 рік):
- ерзя — 93 %